# École Saint-Louis-de-Gonzague (Sudbury)
Pour les articles homonymes, voir Saint-Louis-de-Gonzague.
L’École Saint-Louis-de-Gonzague est une école située à Sudbury, Ontario, Canada. Construite en 1914, l'École Saint-Louis-de-Gonzague (initialement nommée École Centrale) est une ancienne institution scolaire de langue française, désignée site patrimonial par la ville du Grand Sudbury. Elle a notamment été pour les Franco-Ontariens un lieu de résistance à l'assimilation durant la crise scolaire du Règlement 17 (1912-1927),. 

## Histoire
En 1912, le gouvernement de l'Ontario met en vigueur le Règlement 17, une loi provinciale interdisant d'enseigner en français au-delà des deux premières années de l'élémentaire.  
En 1913, le conseil des écoles séparées de Sudbury prend la décision de faire bâtir l'École Centrale (qui deviendra plus tard l'école Saint-Louis-de-Gonzague) dans le but d'accueillir des centaines d'élèves catholiques francophones. Finalement bâti en 1914, l'édifice est le fruit de la collaboration entre les communautés francophones et les anglophones de la ville de Sudbury. L'architecte sudburois P.J. O’Gorman signe les plans, la Laberge Lumber Company est responsable de la construction, alors que la brique provient de la Sudbury Brick Company.  Dès son ouverture, l'administration de l'institution scolaire fait volontairement abstraction de la loi en vigueur et continue d'enseigner en français jusqu'à l'abolition du Règlement 17, en 1927. L'école Saint-Louis-de-Gonzague représente ainsi un symbole de la résistance des Franco-Ontariens, dans le Nord-Est de la province, devant les risques de l'assimilation.  
L'édifice connaît des travaux d'expansion en 1930. L'institution scolaire ferme ses portes en 1999. Elle a été fréquentée par l'acteur et animateur d'origine sudburoise Alex Trebek. 
En décembre 2020, l'édifice de l'ancienne école est désigné site patrimonial par la ville du Grand Sudbury.   

## Désignation patrimoniale du site
En 2018, le Réseau d'action communautaire (RAC) de la Haute-Ville de Sudbury amorce des activités de positionnement dans le but de faire reconnaître la valeur patrimoniale du bâtiment. Parmi les gens mobilisés au sein du groupe de pression, on compte entre autres la professeure adjointe de l'École d'architecture McEwen de l'Université Laurentienne Izabel Amaral, ainsi que le professeur émérite de l'Université Laurentienne et sociologue sudburois Donald Dennie. Après deux ans de travail, des consultations auprès des habitants du quartier, le dépôt d'un rapport au propriétaire (Autumnwood Mature Lifestyle Communities) de l'ancienne école , puis auprès de l'administration de la ville du Grand Sudbury, une motion est passée au conseil municipal le 12 août 2020 pour faire évaluer la valeur patrimoniale du site. Un vote unanime au conseil municipal amène le site à être officiellement désigné patrimonial le 15 décembre 2020. 

### Motivations pour la désignation patrimoniale
La désignation patrimoniale de l'École Saint-Louis-de-Gonzague est liée à sa valeur historique, ainsi qu'à ses caractéristiques architecturales. Il s'agit de la plus vieille école élémentaire de langue française à Sudbury (Ontario). Étant toujours dressée au 162 rue Mackenzie, il s'agit aussi de la plus vieille école élémentaire de la ville ayant survécu à l'usure des années, depuis sa construction en 1914. Son administration a maintenu un enseignement de langue française malgré l'interdiction en vigueur durant toute la période de la mise en œuvre du Règlement 17 (1912-1927). Elle représente ainsi un symbole de la résistance franco-ontarienne aux risques d'assimilation. 
La présence de deux entrées séparées pour les garçons et pour les filles du côté sud de l'édifice constitue un témoignage architectural des mœurs de l'époque en matière d'éducation en Ontario. On trouve d'ailleurs des ornementations aux formes épurées, typiques du mouvement Art déco, sur la façade de l'édifice, témoignant de sa participation dans un mouvement architectural mondial. 

## Autres utilisations de l'édifice
En plus de la vocation éducative de l'édifice, il est utilisé à d'autres fins depuis sa fermeture en 1999.   
À l'initiative de la Galerie du Nouvel-Ontario, l'édifice vacant dans lequel se trouvait l'école Saint-Louis-de-Gonzague accueille la 6e Foire d'arts alternatives de Sudbury, du 24 au 28 octobre 2018. Une quarantaine d'artistes (originaires du Canada, du Cameroun et de la France) y présentent de œuvres, des installations et des performances. 
En 2018, la coopérative Sudbury Indie Cinema confirme l'obtention d'un financement municipal, provincial et fédéral pour réaménager l'ancien gymnase de l'école Saint-Louis-de-Gonzague en salle de projection de 180 places. Le gymnase représente une construction séparée de l'édifice principal.  Les travaux de réaménagement débutent durant l'automne 2018, l'ouverture de la salle a lieu le 28 février 2019. 